# 西街街道 (北海市)
西街街道是中华人民共和国广西壮族自治区北海市海城区下辖的一个街道。

## 行政区划
西街街道下辖以下地区：
平安街社区、贵州南社区、云南南路社区、广场西里社区和西藏路社区。